# CEMMA
La CEMMA, acrónimo de Coordinadora para o Estudo dos Mamíferos Mariños (Coordinadora para el estudio de los mamíferos marinos), es una ONG gallega dedicada al estudio y divulgación de los mamíferos marinos e las tortugas marinas de Galicia. 
Es miembro fundador da la Sociedad Española de Cetáceos y miembro de la European Cetacean Society.

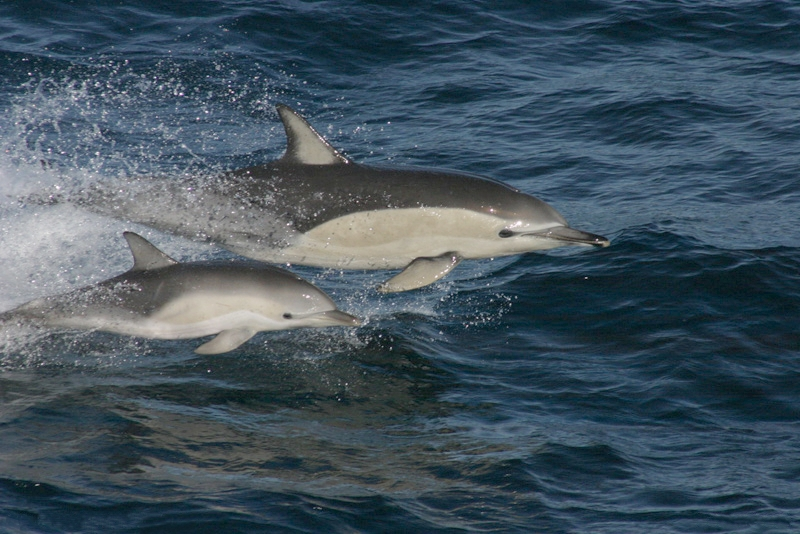
Ejemplar adulto y cría de delfín común. Esta especie es una de las que son objeto de estudio y protección por parte de la CEMMA.

## Trayectoria
Fundada en 1992, participa en diferentes proyectos de investigación sobre cetáceos con instituciones estatales e internacionales, además de llevar a cabo exposiciones, conferencias y cursos. Gracias un convenio firmado con la Junta de Galicia en 1999, es la única institución responsable de la asistencia a los animales varados en la costa gallega, la gestión del banco de muestras oficial, la recuperación de ejemplares heridos, el estudio poblacional de las especies que son objeto de su atención y la redacción de los planes de gestión de aquellas especies cuyo estado de conservación es más preocupante. En 2010 fue declarada Asociación de Utilidad Pública.
Está constituida por socios colectivos y otros socios a título individual. 
Las organizaciones ecologistas que forman parte de la CEMMA son: 
- ERVA de Vigo,
- Asociación Naturalista do Baixo Miño (ANABAM) de La Guardia,
- Sociedade Galega de Historia Natural (SGHN),
- Asociación Galega para a Defensa Ambiental de Galicia (ADEGA),
- HÁBITAT de La Coruña
- Colectivo Ecoloxista do Salnés (CES).

En cuanto a la afiliación individual asciende a más de 180 socios. 
Además, dispone de un local propio en el ayuntamiento de Nigrán (Pontevedra.